# Minyulita
La minyulita  es un mineral de la clase de los fosfatos, con flúor e hidroxilo, hidratado. Su nombre procede de la localidad en la que fue descubierta, Minyulo Well, Dandaragan,  Western Australia, Australia.

## Características físicas y yacimientos
La minyulita se encuentra generalmente como agregados de cristales aciculares, a veces tan compactos que solamente muestran secciones radiadas. También aparece de forma más ocasional como cristales de desarrollo prismático y sección cuadrada. Es un mineral poco común. En Australia se conoce en media docena de localidades, además de en la localidad tipo. En España se conoce solamente en las pizarras que aparecen en la explotación de magnesita de la cantera Azcárate, en Eugui, Esteribar (Navarra). En esta localidad está asociada a metavariscita y a fluellita